# Св. св. Кирил и Методий (Гевгели)
„Св. св. Кирил и Методий“ (на македонска литературна норма: „Св. св. Кирил и Методиј“) е възрожденска православна църква в град Гевгели, югоизточната част на Северна Македония. Част е от Повардарската епархия на Македонската православна църква.
Църквата е разположена в центъра на Гевгели и е изградена в 1896 година на мястото на параклис от 1881 година за нуждите на българската екзархийска община в града. Годината на изграждане е отбелязана в надпис на плоча на източната стена, взидана над олтарната апсида отвън. Храмът е обновен в 1946 година. Представлява трикорабна сграда, с равни дървени тавани и с двускатен покрив. Има голям и хубав иконостас, чиито икони са дело на Димитър Папрадишки. За дверите на църквата се смята, че са пренесени или от старата църква „Света Троица“, или от манастирската църква „Свети Спас“ и са дело на непознат резбар от XVIII век. През 1983 година е издигната нова камбанария с градски часовник. Градител на църквата е Андон Китанов.